# Francesco Angeloni
Francesco Angeloni (Terni, 1559 – Roma, 29 novembre 1652) è stato uno storico, umanista e antiquario italiano.
(Francesco Angeloni, Historia di Terni, 1646)

## Biografia

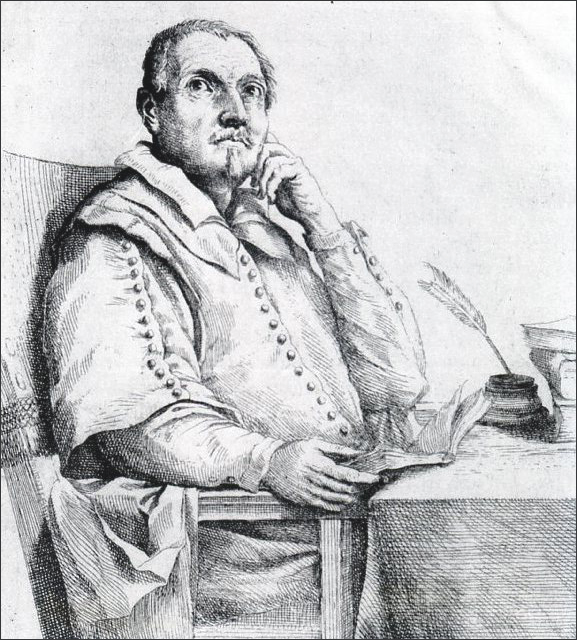
Ritratto di Francesco Angeloni da anziano, di Giovanni Angelo Canini

Figlio di Giovan Pietro Angeloni e di Prantilla Pontani (moglie illegittima di Giovan Pietro).
A noi sono rimaste trentotto sue novelle delle quali molte sono state più volte pubblicate in varie circostanze e separatamente (Sei novelle piacevoli di Francesco Angeloni da Terni, a cura di Bartolommeo Gamba, Venezia 1839, Due novelle di Francesco Angeloni da Terni non mai stampate, ivi 1860, ecc.). Esse si riallacciano in gran parte alla tradizione novellistica italiana, e i loro soggetti sono derivati dal Boccaccio, dal Lasca, dal Bandello, dal Parabosco, da Cinzio dei Fabrizi, da Sabadino degli Arienti e da altri. In alcune si sente l'influsso della novellistica spagnola, specialmente di Cervantes, con tracce di spagnolismi anche nel lessico e nella sintassi. Ci sono anche esempi di novella a sfondo pastorale, come quella ispirata ai fiumi Velino e Nera. La forma è disadorna, spesso trascurata, semplice strumento della narrazione.
Sul finire del sec. XVI troviamo l'Angeloni a Roma, dove si appassionò all'antiquaria e divenne segretario del cardinale Ippolito Aldobrandini e protonotario apostolico. La sua casa romana si trasformava in quegli anni in un vero e proprio museo, che egli arricchiva compiendo anche brevi viaggi nella penisola. 
La collezione Angeloni era nota e apprezzata in tutta Europa: lo studioso Francesco Stelluti, il filologo Giovanni Battista Ferrari, l'antiquario Giovanni Pietro Bellori, figlio adottivo e allievo di Angeloni, la elogiarono nelle loro opere chiamandola «Museo romano». Angeloni «essendo dotato di gentilissimi,et humanissimi costumi, apriva a ciascuno liberalissimamente la sua casa, e le ricchezze del suo Museo, onde ne conseguiva l'amore de' nostri, e di quelli, che da lontane parti sogliono peregrinare a Roma». Il Museo angeloniano era frequentato da eruditi ed antiquari italiani e del resto d'Europa, come Ludovico Compagni, Marco Baldanza e Claude Menestrier, agente a Roma di Nicolas-Claude Fabri de Peiresc e antiquario del cardinal Barberini, e destò l'ammirazione di viaggiatori stranieri come John Evelyn e Richard Symonds, che lasciarono descrizioni delle loro visite al Museo avvenute rispettivamente nel 1644-1645 e nel 1649-1651.
La collezione Angeloni divenne anche un luogo di formazione per le giovani generazioni di studiosi romani, come Giovanni Pietro Bellori, Camillo Massimo, futuro cardinale e celebre collezionista di antichità, e Francesco Cameli, bibliotecario e curatore delle collezioni della regina Cristina di Svezia.
Angeloni scriveva intanto per il cardinale Aldobrandini numerose lettere, delle quali il nipote ed alunno Giovan Pietro Bellori pubblicò una scelta dal titolo Lettere di buone feste scritte da principe a principi, Roma 1638. Tra il 1610 e il 1614 uscirono alle stampe due commedie dell'Angeloni (Gli irragionevoli amori, Venezia 1610 e ivi 1611, e Flora, Padova 1614), che, con Li padri contenti inedita, formano un nucleo di produzioni teatrali piuttosto omogeneo.
Si tratta di commedie d'intreccio, in cui non mancano equivoci e agnizioni, e in cui i personaggi corrispondono ai tipi tradizionali, arricchiti, però, da figure come il Capitano (Crepaventre o Scagliamonti), il vecchio amoroso (Niceforo veneziano o Cleobolo) e il servo (Cola o Zuan Chiribino), evidentemente derivati dalla commedia dell'arte. A questo periodo dell'attività dell'Angeloni corrisponde anche il Piego di Ser Agrestino de' Calzanti indirizzato ad Erasto Afrone di lui come figliuolo..., Vicenza 1616, satira in forma di dialogo.
Preparate da una lunga attività di antiquariato e di studi storici, vennero pubblicate dall'Angeloni negli ultimi anni della sua vita due grosse opere erudite, la Historia augusta da Giulio Cesare infino a Costantino il Magno illustrata con la verità delle antiche medaglie, Roma 1641, e la Historia di Terni, Roma 1646.
Entrambe ebbero vasta eco tra gli studiosi contemporanei e successivi. La prima, che l'Angeloni ottenne attraverso il pittore Nicolas Poussin di dedicare a Luigi XIII, fu difesa dalle critiche di incompetenza dell'antiquario francese Jean Tristan de Saint-Amand dal Bellori nel Bonino ovvero avvertimenti di Tristano (anonimo, s.n.t., ma 1649) e dallo stesso ripubblicata in folio nel 1685, arricchita dallo studio delle monete di Cristina di Svezia. La seconda, compilata con l'incoraggiamento morale e materiale dei Priori e del Consiglio generale di Terni, e pubblicata con un ritratto dell'autore di Giovanni Angelo Canini, allievo del Domenichino, e una dedica al cardinale Mazzarino, fu ristampata nel 1878 a Pisa.
L'Angeloni fu anche membro, col nome di Tenebroso, dell'Accademia degli Insensati di Perugia.
Morì molto vecchio, come testimonia il nipote, a Roma, quasi certamente il 29 novembre 1652.

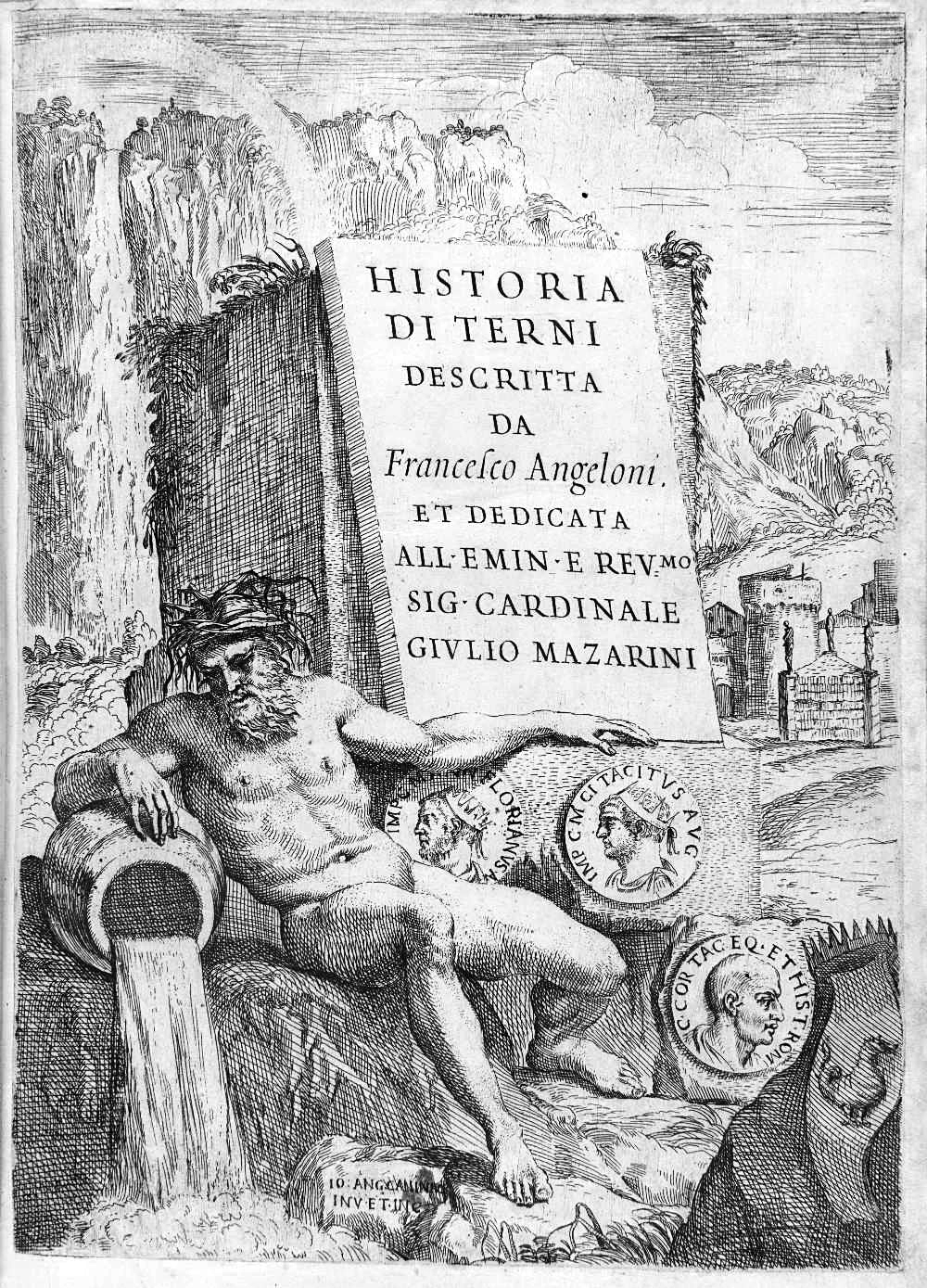
Frontespizio dell'Historia di Terni

## Opere
1. Due Novelle Antichissime Inedite (1609).
2. Gl'irragionevoli amori (1611), commedia.
3. Flora (1614), commedia.
4. Dialogo: Diego di Agostino de Calzanto e Erasto Afrone suo figlio (1615), satira.
5. Li tri' padri continti (1618), commedia.
6. Dello studio dell'opere più belle della Natura e dell'arte. Dialogo di Francesco Angeloni. Nel quale, mentre si tratta dell'utilità che se ne trae si ragiona ancora del giovamento che dalle medaglie e dall'Historia Augusta si prende spiegandosi ad un hora le cagioni che a scriver quella Historia l'hanno sospinto, 1630-1631 (manoscritto: Venezia, Biblioteca Marciana, ms. It. Cl, XI, CCLXXXII, (7116), ff. 1-60).[6]
7. Novella (1632), raccolta di novelle.
8. Lettere di buone feste, scritte da principe e principi (1638).
9. Sei novelle piacevoli (1639).
10. Francesco Angeloni, La Historia Augusta Da Giulio Cesare infino a Costantino il Magno. Illustrata Con la verità delle Antiche Medaglie, 1ª ed., Andrea Fei, 1641.
11. Francesco Angeloni, La Historia Augusta Da Giulio Cesare infino a Costantino il Magno. Illustrata Con la verità delle Antiche Medaglie, a cura di Giovan Pietro Bellori, 2ª ed., a spese di Felice Cesaretti libraro all'Insegna della Regina, 1685.
12. Francesco Angeloni, Historia di Terni descritta da Francesco Angeloni, et dedicata all'eminentissimo, e reuerendissimo signor cardinale Giulio Mazarini, nella stamperia di Andrea Fei, 1646.
13. Francesco Angeloni, Dell'utilità della numismatica lettera inedita di Francesco Angeloni, Venezia, tipi di Gio: Pietro Pinelli, 1811.